# Iglesia de Santa María la Mayor (Sovana)
La iglesia de Santa María la Mayor es un edificio sagrado ubicado en Sovana, en el municipio de Sorano, en la provincia de Grosseto.

## Historia
La iglesia parece remontarse al siglo XII, pero ha sufrido varias renovaciones a lo largo de los siglos. Saqueada por los sieneses en 1410 y por los Pitiglianos en 1434, sufrió modificaciones sustanciales en el siglo XVI, cuando se construyó el Palacio del Archivo adyacente.

## Arquitectura
La iglesia, a la que se accede por un pórtico abierto en su lado derecho, tiene las características arquitectónicas de la transición entre el románico y el gótico.
El interior está dividido en tres naves, con pilares achaparrados que soportan grandes arcos. En el interior, la pared del pasillo derecho alberga dos frescos de las primeras décadas del siglo XVI, una Crucifixión con santos de la región de Umbria-Lazio y una Madonna entronizada con un Niño y dos santos (1508).
En el ábside hay un ciborio de piedra, uno de los pocos ejemplos de arte prerromano en la Toscana, esculpido con los motivos típicos de la decoración medieval temprana: vegetales, animales y geométricos. En la pared del pasillo izquierdo hay algunos frescos de la escuela Umbría-Siena de principios del siglo XVI.

Originalmente, la entrada era por el lado "corto", el que estaba frente a la pared del altar, donde se encuentra la fachada de la iglesia, hasta que se construyó el Palacio Borbon del Monte a finales del siglo XVI.

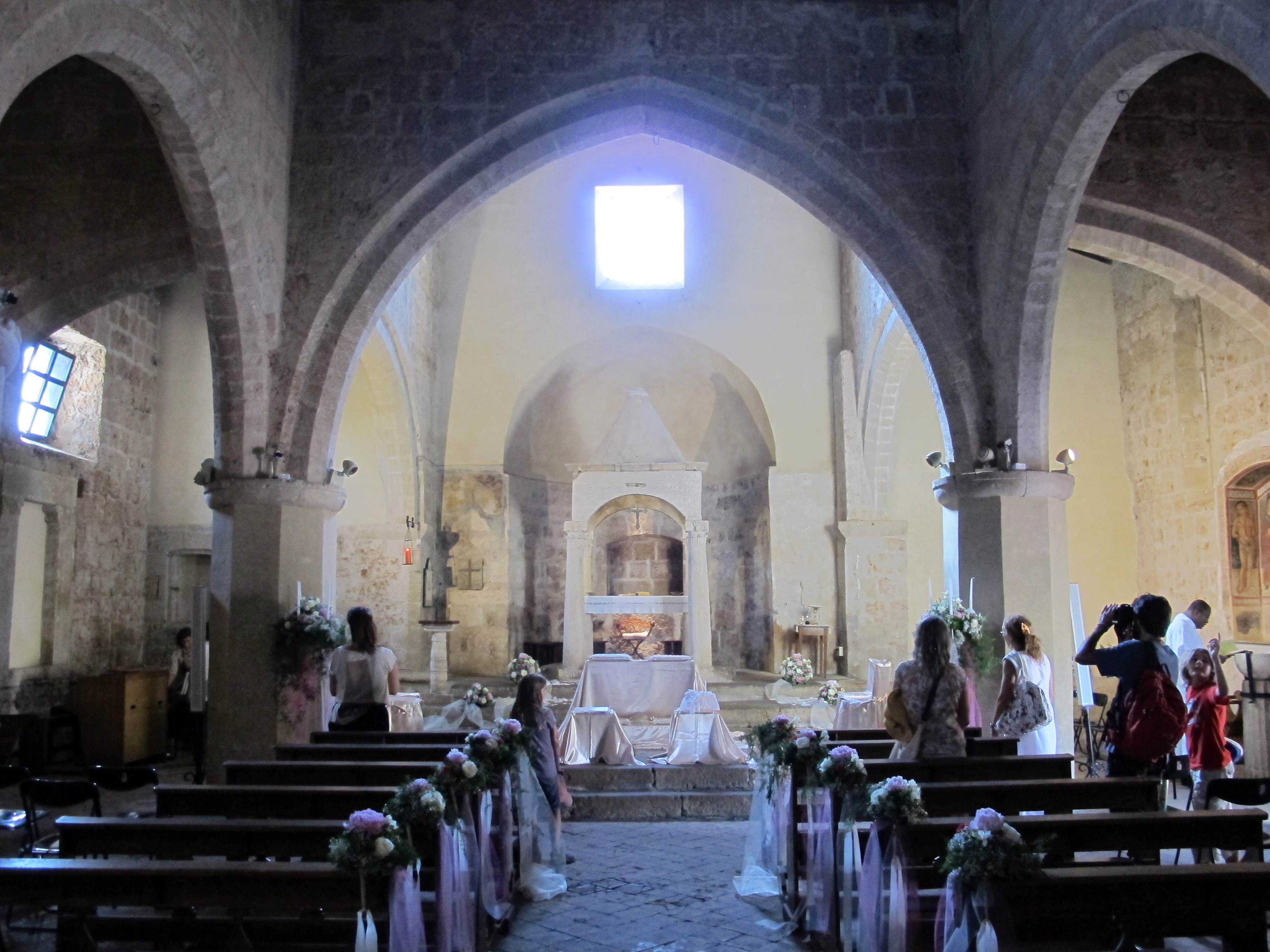
Interior
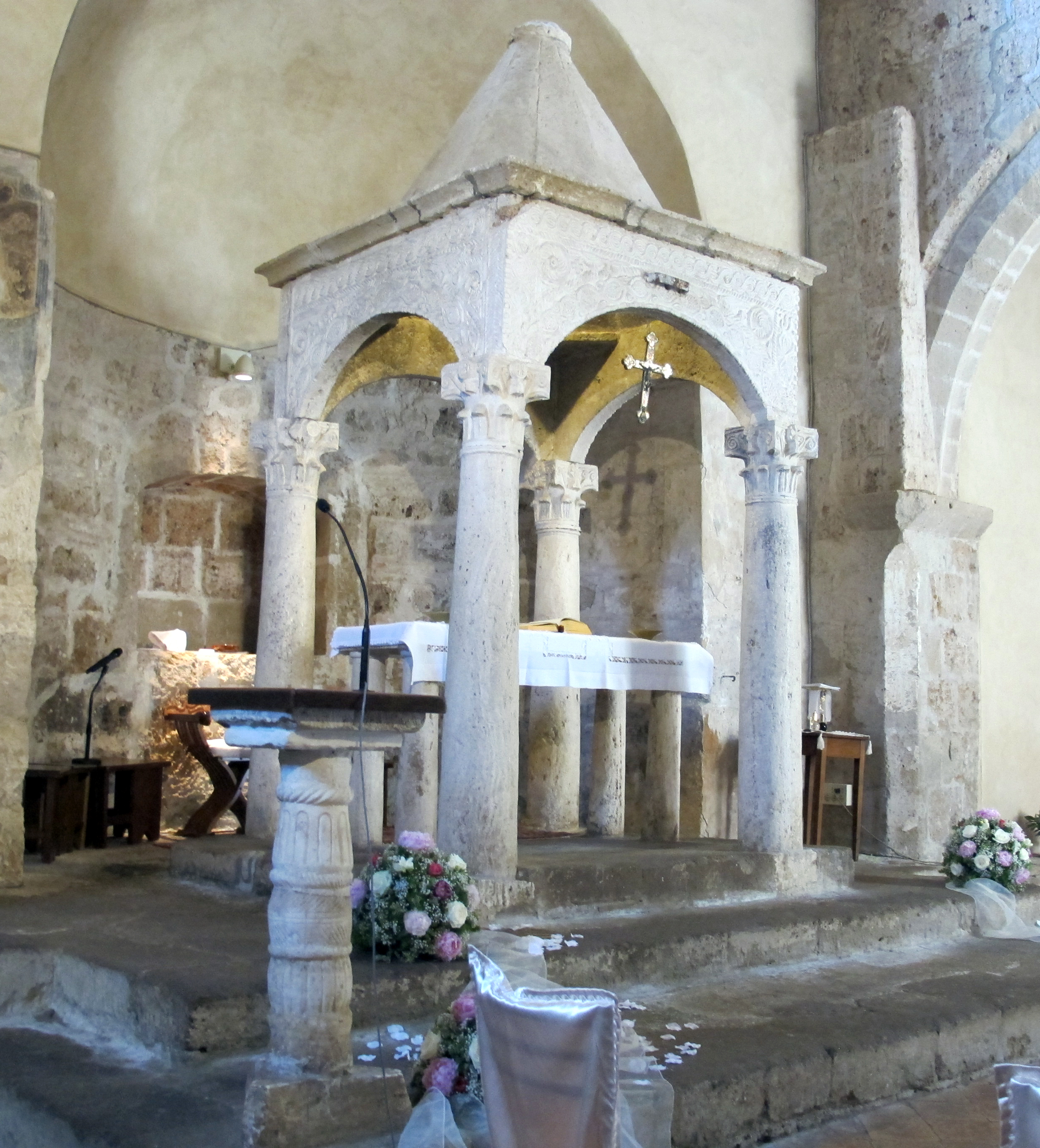
Ciborio
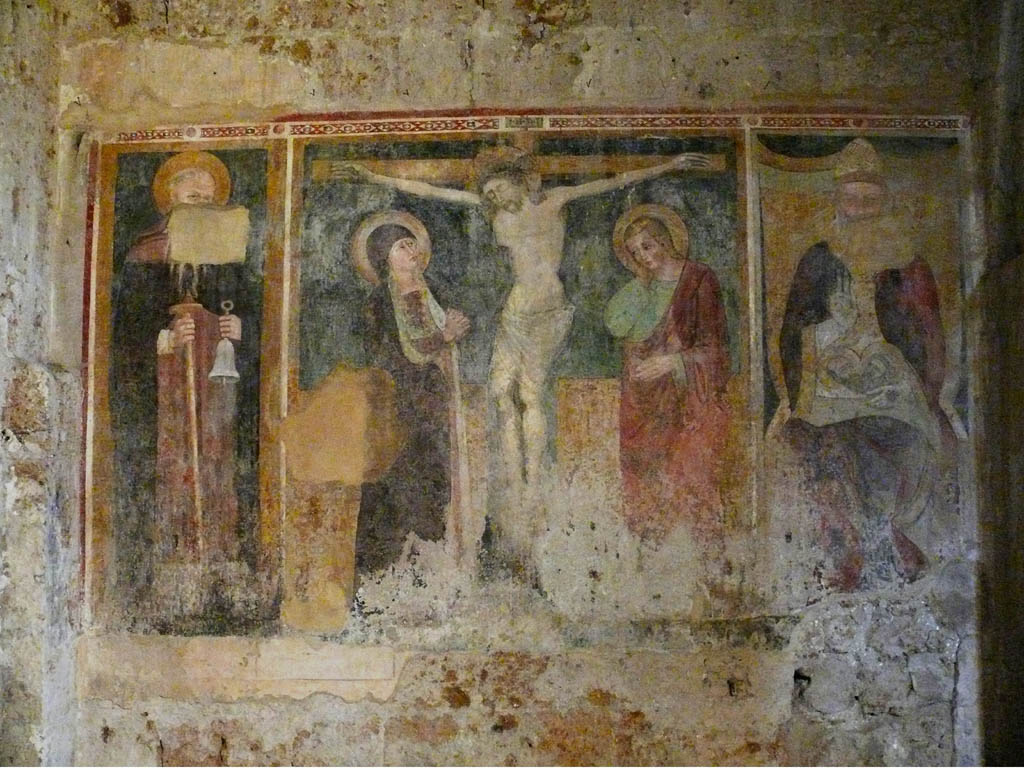
Frescos
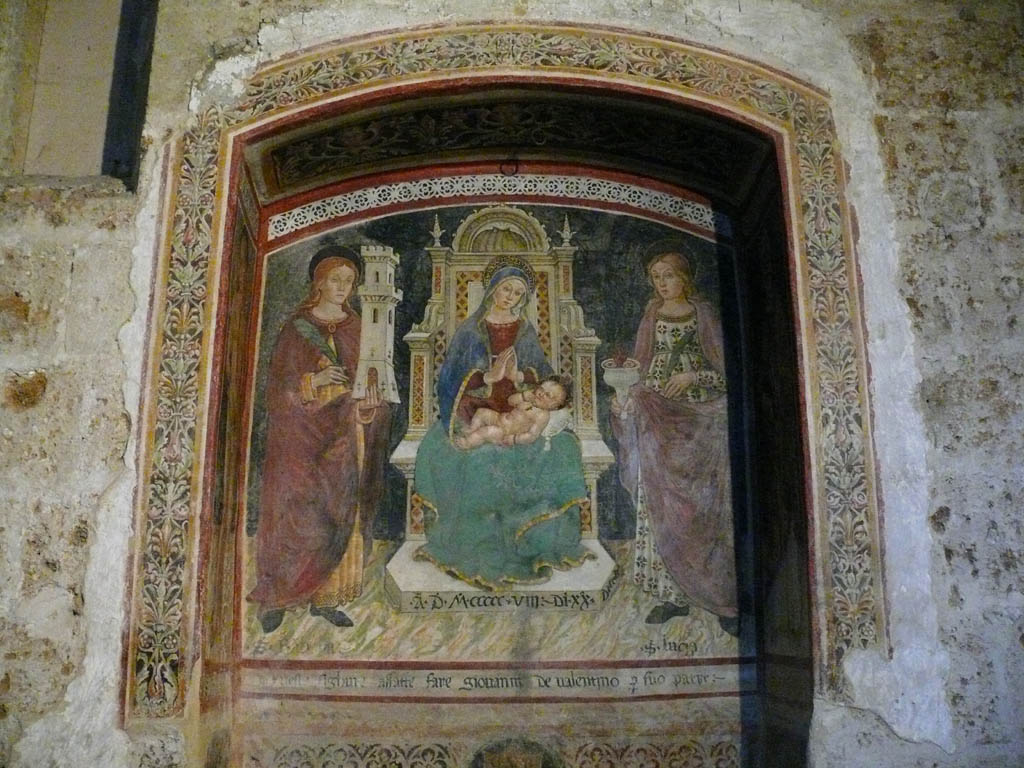
Frescos